# Johnny Bach
John William Bach, detto Johnny (Brooklyn, 10 luglio 1924 – Chicago, 18 gennaio 2016), è stato un cestista e allenatore di pallacanestro statunitense, professionista nella BAA e nella NBA.

## Carriera
Venne selezionato dai Boston Celtics nel Draft BAA 1948.